# Sanjie (köping i Kina, Guangxi)
Sanjie (kinesiska: 三街镇, 三街) är en köping i Kina. Den ligger i den autonoma regionen Guangxi, i den södra delen av landet, omkring 360 kilometer nordost om regionhuvudstaden Nanning. Antalet invånare är 15797. Befolkningen består av 7 282 kvinnor och 8 515 män. Barn under 15 år utgör 14,0 %, vuxna 15-64 år 73 %, och äldre över 65 år 12,0 %.
Genomsnittlig årsnederbörd är 2 379 millimeter. Den regnigaste månaden är juni, med i genomsnitt 483 mm nederbörd, och den torraste är oktober, med 58 mm nederbörd.